# حربیار مری
حربیار مری رهبر جنبش آزادی بلوچستان یا به اصطلاح FBM است که پسر خیربخش مری و برادر بالاچ مری (که در سال ۲۰۰۷میلادی در نزدیکی مرز میان افغانستان و بلوچستان از طرف دولت پاکستان کشته شد) می‌باشد، که اکنون درشهر لندن زندگی می‌کند.

## زندگینامه

### اوایل زندگی
حربیار به عنوان پنجمین پسر خیر بخش مری، سردار قبیله مری در کویته به دنیا آمد . برادران بزرگ حربیار چنگز ماری ، بالاچ ماری ، غازان ماری و حمزه مری هستند . برادر کوچکترش مهران بلوچ است . در سال 1980 او با خانواده خود به انگلستان رفت، قبل از اینکه در سال 1981 در زمان رژیم جنرال محمد ضیاءالحق به افغانستان نقل مکان کردند .  او تحصیلات اولیه خود را در کویته و کابل به پایان رساند و سپس برای تحصیلات عالی در دانشگاه دولتی مسکو به مسکو رفت .

### فعالیت های سیاسی
ماری در سال 1992 به بلوچستان بازگشت. پدرش برای شروع یک مبارزه سیاسی جدید خیلی پیر بود، بنابراین برادرش بالاچ ماری جای پدرش را گرفت. در سال 1997، حربیار به عضویت مجلس استانی بلوچستان انتخاب شد و به عنوان وزیر ارتباطات استان منصوب شد.  در سال 2000، پلیس بلوچستان پدرش را به قتل نواز ماری قاضی دادگاه عالی بلوچستان دستگیر و متهم کرد . حربیار در این زمان بلوچستان را به مقصد بریتانیا ترک کرد. 
دولت پاکستان مدعی است که ماری رهبر ارتش آزادیبخش بلوچستان است که توسط پاکستان،  بریتانیا  و ایالات متحده ،   او در سال 2009 توسط دادگاه بریتانیا از اتهامات تروریستی محاکمه و تبرئه شد 